# Atenció a la dependència a Castella i Lleó
L'atenció a la dependència a Castella i Lleó va tindre un desenvolupament normatiu com en altres comunitats autònomes.

## Abans de la llei de dependència
La Llei 5/2003, de 3 d'abril, d'Atenció i Protecció a les Persones Majors es dirigia a un col·lectiu concret dins de les persones en situació de dependència funcional, concretament la gent gran. En l'article 42 definia què entenia per situació de dependència, limitant-la a l'àmbit de la gent gran.

## Després de la llei de dependència
L'Ordre FAM/824/2007, de 30 d'abril, regulà el procediment per al reconeixement de la situació de dependència.